# 자작나무 (영화)
자작나무(폴란드어: Brzezina, 영어: The Birch Wood)는 폴란드에서 제작된 안제이 바이다 감독의 1970년 영화이다. 다니엘 올브리츠키 등이 주연으로 출연하였다.

## 출연

### 주연
- 다니엘 올브리츠키
- 올기에르드 루카스제빅즈